# Edgar Reinhardt
Pour les articles homonymes, voir Reinhardt.
Edgar Reinhardt, né le 21 mai 1914 à Mülheim et mort le 11 janvier 1985 à Pforzheim, est un handballeur international allemand.
Avec l'équipe d'Allemagne, il participe aux Jeux olympiques de 1936 où il remporte la médaille d'or,.